# Tilletia holci
Tilletia holci är en svampart som först beskrevs av Westend., och fick sitt nu gällande namn av Joseph Schröter 1877. Tilletia holci ingår i släktet Tilletia och familjen Tilletiaceae.   Inga underarter finns listade i Catalogue of Life.